# فرودگاه ایچن شمال شرقی
فرودگاه ایچن شمال شرقی (به انگلیسی: Ichon Northeast Airport) یک فرودگاه نظامی است . این فرودگاه در کشور کره شمالی قرار دارد و در ارتفاع ۱۷۱ متری از سطح دریا واقع شده‌است.